# Javier Fernández-Lasquetty Blanc
Javier Fernández-Lasquetty Blanc (castellà: Javier Fernández-Lasquetty)  (Madrid, 8 d'octubre de 1966) és un polític espanyol del Partit Popular.
Llicenciat en Dret i en Ciències Polítiques per la Universitat Complutense de Madrid, està afiliat al PP des 1982 i la seva carrera política ha estat estretament vinculada a Esperanza Aguirre. La seva trajectòria professional comença el 1988 a l'empresa demoscòpica Sigma Dos.
Quant a la seva trajectòria política, va ser secretari general de Noves Generacions del Districte de Salamanca entre 1984 i 1986. Després del seu pas per l'Ajuntament de Madrid, on va ocupar els càrrecs de Director del Centre Cultural Buenavista, Conseller Tècnic de la Regidoria de Cultura i Conseller Tècnic de la Primera Tinència d'Alcaldia, el maig de 1996, després de la victòria del Partit Popular a les eleccions generals, Aguirre, des del càrrec de ministra d'Educació i Cultura, el nomenà el seu Director de Gabinet. El 1999 seguí a Aguirre al Senat, de nou com a Director de Gabinet.
El 25 de maig de 2000 éfou nomenat Director del Departament de Parlament i Institucions del Gabinet de la Presidència del Govern i dos anys després fou nomenat subdirector del Gabinet de José María Aznar, lloc en el qual romangué fins a les
Eleccions Generals de 2004, en les quals obtingué acta de Diputat. En aquest moment accedí també al càrrec de Secretari General de la Fundació per a l'Anàlisi i Estudis Socials (FAES).
Abans del final de la Legislatura, Esperanza Aguirre el reclamà novament en aquest cas per nomenar-lo conseller d'Immigració al seu executiu en substitució de Lucía Figar.
El març de 2010 assumí la cartera de Sanitat igualment en l'executiu autonòmic fins a la seva dimissió el 27 de gener de 2014.